# Gorazdovo náměstí (Třebíč)
Gorazdovo náměstí je náměstí, které se nachází ve městě Třebíči a leží mezi starým městským hřbitovem a Tyršovými sady v místní části Horka-Domky v jižní části města. 

## Popis
Celková délka protáhlého náměstí je 150 metrů. Svým tvarem kopíruje východní část Tyršových sadů, bývalého tržiště. Nejvýznamnější stavbou na náměstí je pravoslavný chrám svatého Václava a svaté Ludmily. Na straně přiléhající ke kostelu se nachází v téměř celé délce náměstí parkoviště, které slouží rovněž návštěvníkům starého hřbitova ležícího jižně od náměstí za zmíněným kostelem. Na západním konci se rovněž nachází při křižovatce ulic vila, ve které žili rodiče generála Jana Syrového.
Roku 2021 byla většina jehličnanů rostoucích na náměstí pokácena, nahradily je břízy a plochy v okolí byly zatravněny a byly na nich vysázeny okrasné květeny.

## Název
Náměstí je pojmenováno po svatém Gorazdu II., který zde byl osobně roku 1939 požehnat základní kámen pravoslavného chrámu.

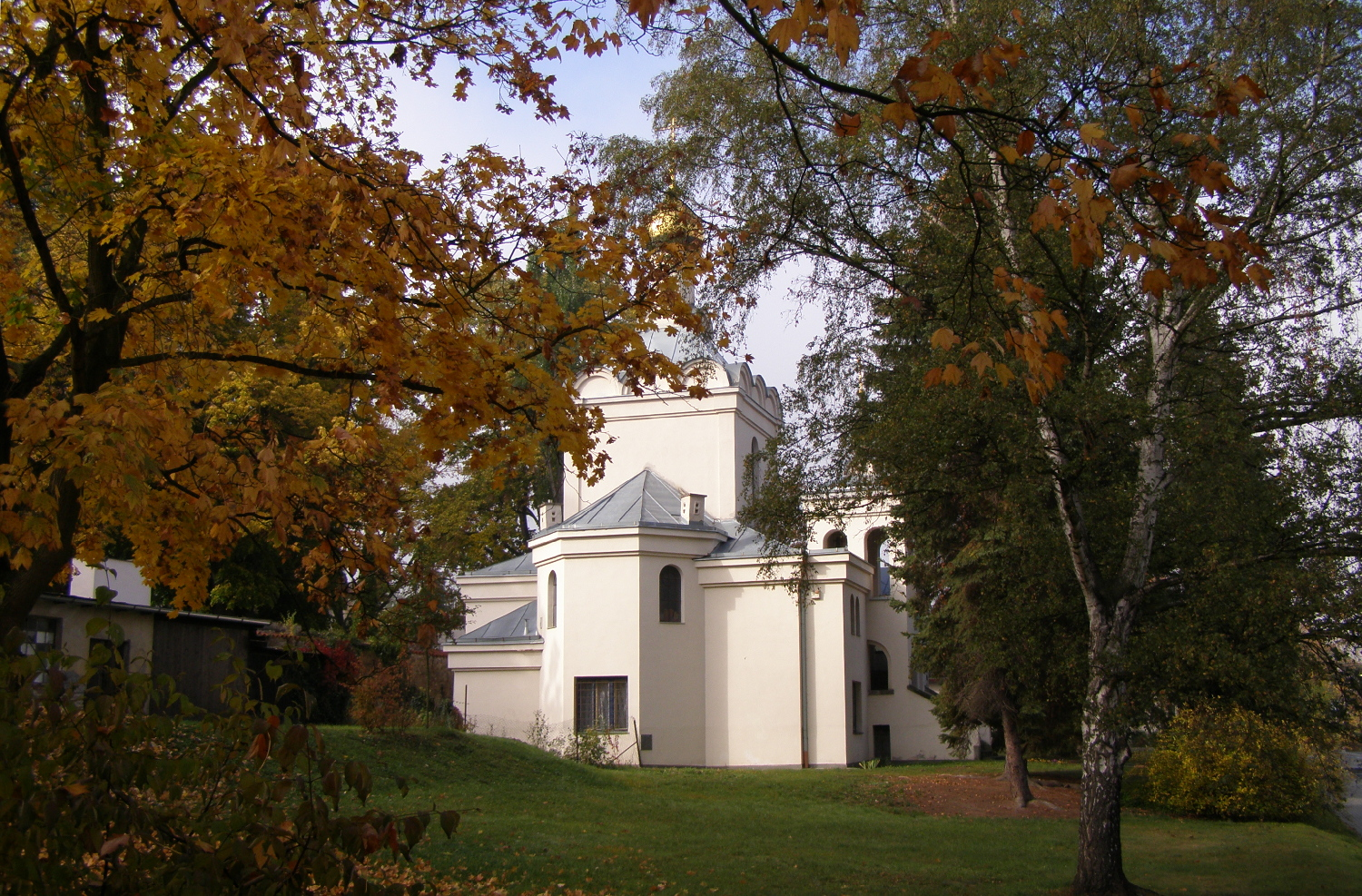
Kostel svatého Václava a svaté Ludmily stojící na náměstí